# Prigonirea evreilor în Statul Național-Legionar

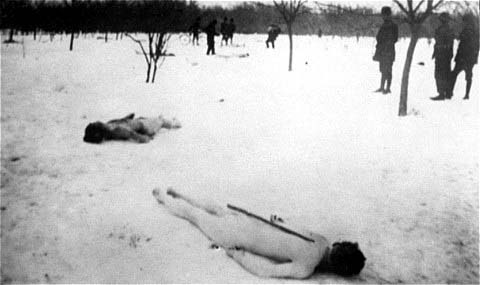
Cadavre despuiate de evrei în pădurea Jilava în timpul rebeliunii legionarilor (Ianuareie 1941)

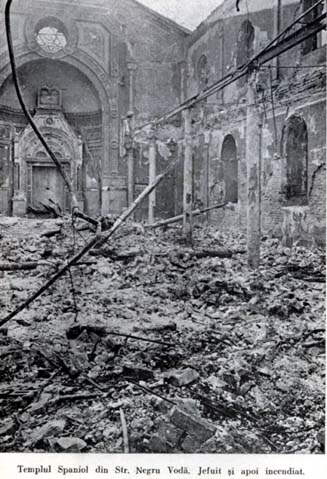
Templul evreilor spanioli din Bucureşti
devastat și incendiat de legionari la 21 ianuarie 1941

Conform istoricului Jean Ancel Mișcarea Legionară a avut de la începutul ei o atitudine fulminant antisemită. Întemeietorul și conducătorul legionarilior, Corneliu Zelea Codreanu a făcut următoarele promisiuni în ianuarie 1930, printr-un ziar naționalist:
1. Dacă vom veni la putere îi vom încărca în câteva zile pe evrei în vagoane de vite, îi vom trimite în alte țări și vom împărți averile lor între stat și noi.
2. În momentul când ei vor părăsi satele, vom închide toate cârciumile și orice român va putea să fabrice alcool cât va dori.
3. Nici un țăran nu va mai plăti impozite, deoarece averea care va fi confiscată de la evrei va satisface toate necesitățile țării.
4. Fiecare țăran membru al Legiunii va primi 7.000 de lei pe lună din momentul când vom veni la putere[1].

Când Mișcarea Legionară a ajuns la putere, membrii ei și țăranii se așteptau ca Zelea Codreanu să-și îndeplinească  promisiunile dar, legionarii nu puteau să-și însușească averile evreilor în mod legal, astfel că s-a recurs la teroare. În perioada de la 6 septembrie 1940 până la 21 ianuarie 1941, mulți evrei au fost maltratați sau omorâți. Aceste crime au fost săvârșite de aparatul administrativ legionar și Mișcarea Legionară prin diversele sale organizații: Ajutorul Legionar, cuiburi legionare, poliția legionară, Corpul Muncitoresc Legionar etc'.
Florin Șinca, inspector principal în cadrul I.G.P.R. ia apărarea legionarilor spunând că în prezent se face aceeași dezinformare din perioada interbelică, Mișcarea Legionară fiind apreciată dupa evenimentele ultimilor ani ai acestei perioade și-l citează pe istoricul liberal Neagu Djuvara precum că „este o greșeală să se credă că Mișcarea Legionară a fost o creație a fascismului” și că „pâna la venirea la putere în 1940, ei nu omorâsera nici un evreu”. În septembrie 1940, când Mișcarea Legionară a ajuns la guvernare, s-au făcut epurări ale evreilor din instituțiile de stat, de cultură, presă, teatre, spitale, etc. Până și elevii de liceu au fost exmatriculați. În disperare de cauză, comunitatea evreiască și-a creat propriile instituții de cultură: școli - de la grădiniță și până la licee, Teatrul Barașeum (actualul Teatru Evreesc de Stat), organizații de ajutor sanitar, etc.
Campania de teroare împotriva evreilor s-a intensificat în conținut și densitate până a culminat prin Pogromul de la București.